# شهرستان دوشان
شهرستان دوشان (به لاتین: Dushan County) یک منطقهٔ مسکونی در چین است که در کیانان بویای اند میاو واقع شده‌است. شهرستان دوشان ۲٬۴۴۲٫۲ کیلومتر مربع مساحت و ۳۴۶٬۴۰۰ نفر جمعیت دارد و ۱٬۰۰۱ متر بالاتر از سطح دریا واقع شده‌است.